# 雅各布·安德森 (曲棍球运动员)
雅各布·安德森（英語：Jacob Anderson，1997年3月22日—），澳大利亚男子曲棍球运动员。他曾代表澳大利亚国家队参加2022年英联邦运动会曲棍球比赛，获得一枚金牌。